# (12553) Aaronritter
(12553) Aaronritter ist ein Asteroid, der am 17. August 1998 an der Lincoln Laboratory ETS in Socorro (New Mexico) entdeckt wurde.
Der Asteroid wurde am 24. Juli 2002 nach Aaron M. Ritter (* 1986) benannt, einem Schüler der Bedford-North Lawrence High School in Williams (Indiana) für seine Finalteilnahme bei der Intel International Science and Engineering Fair.